# Летская божница
Летская божница (Альтская божница; Борисоглебская церковь «на Льте»; церковь Бориса и Глеба; Мономахова церковь) — небольшая каменная церковь, построенная киевским князем Владимиром Мономахом в 1117 году на месте убийства князя Бориса Владимировича (церковь «на крови»), в честь Бориса и его брата Глеба – первых русских святых. Располагалась «на Льте» — в урочище у истока реки Льто (ныне Ильтица). Впоследствии вокруг церкви возникло поселение, которое в середине XII века возможно имело название Борисов или Борисполь — современный город Борисполь Киевской области. Ещё одно историческое название — Летч. В 1154 году церковь была сожжена половцами, в 1630—1640 годах окончательно разобрана польскими властями, камни пошли на возведение католического костёла в Киеве. Археологически место Летской божницы исследовалось в XIX веке, в 1925 и 1950 годах. Была частью важного в Древней Руси культа почитания святых Бориса и Глеба. Сейчас на месте божницы находится центр Борисполя.

## История
Во времена Киевской Руси на пути между Киевом и Переяславлем, где позже возник город Борисполь, находилось урочище, известное в летописях как Льто, Лто, Альто, Алто, Олто. Его значение заключалось в том, что оно располагалось на расстоянии одного дневного перехода от Киева и Переяслава, поэтому путники, следовавшие между этими городами, обычно останавливались там на ночлег. В 1015 году на Альте остановился Борис, сын Владимира Святославича, возвращавшийся из похода на печенегов во главе киевской дружины. В это время пришла весть о смерти Владимира и о том, что старший сын князя Святополк, находившийся в Киеве, провозгласил себя киевским князем. Чтобы устранить соперника в борьбе за трон, Святополк отправил на Альту четырёх вышгородских бояр с приказом убить Бориса. Посланцы ворвались в шатёр Бориса, пронзили его копьями, завернули в ковёр и повезли к Святополку. Узнав, что Борис ещё жив, Святополк отправил к нему двух варягов, которые добили князя. В ходе междоусобной войны Святополка с братом Ярославом Святополк потерял киевский трон, но в 1019 году попытался вернуть его, выступив на Киев с большим печенежским войском. Армия Ярослава преградила ему путь на Альте. Согласно летописи, Ярослав встал на том же месте, где был убит Борис, и, воздев руки к небу, сказал: «Кровь брата моего взывает к тебе, Господи! Отомсти за кровь праведника, как отомстил ты за кровь Авеля, наведя на Каина стон и трепет. Так наведи и на сего». В жестокой битве, «какой ещё не было на Руси», Святополк был полностью разбит, бежал с поля боя и окончательно потерял власть в государстве.
К началу 1070-х годов на местах гибели Бориса и Глеба были построены деревянные церкви, не позднее 1073 г. при церкви Бориса на Альте возник монастырь (Льтец, в научных публикациях — Летский монастырь), которой вскользь упоминается в летописях под 1074 годом, а в 1117 году Владимир Мономах заложил на Альте каменную церковь, которая впоследствии стала известна под названием Летской (Альтской) божницы. Согласно летописям, это была любимая церковь Мономаха из тех, что он построил, в ней же по Лаврентьевской и Никоновской летописям окончилась его жизнь в 1125 году. Существует мнение, что последние восемь лет своей жизни, со времени постройки Летской божницы, Мономах постоянно жил около неё — либо в Летском монастыре, либо в городе вокруг церкви, возникшем после её постройки. В этом случае именно на Альте Мономахом было  написано его известное «Поучение». В 1154 году Летская божница была сожжена половцами, после этого упоминания о ней из летописей исчезают.
В 1603 году древняя церковь Бориса и Глеба в имении Барышполе на земле Полукняжеской упоминается в документе Киевского Пустынно-Никольского монастыря (которому принадлежала эта земля). Повторно монахи вспомнили о ней в 1629 году в жалобе на захват их земли Станиславом Жолкевским («церковь опустошена на крове, где княжать русского, именемъ Бориса Владимировича убита, мурована и до сих пор стоитъ»).
В 1656 году через Борисполь пролёг путь антиохийского патриарха Макария. Его сын Павел Аллепский записал в дневнике информацию о старой церкви, назвав её церквью святого мученика Глеба. По его словам, её разобрали поляки, использовав остатки в Киеве для строительства костёла. Впоследствии этот костёл был идентифицирован в качестве кафедрального собора, стоявшего на киевском Подоле. Его фундамент был найден во время строительства Житнего рынка в 1973 году. Костёл был построен примерно в 1630-1632 годах (по другой версии в 1640), как обнаружили археологи, вместе со строительными материалами от Летской божницы также были использованы остатки Десятинной церкви.
В 1660 году монахи Межигорского монастыря получили от царя Алексея Михайловича грамоту на основание монастыря «на крови святого страстотерпца Бориса» на участке берега Альты, принадлежавшего монастырю, в районе села Борисовка (Кондоидовка) неподалеку от Переяслава . Монастырь по неизвестным причинам построен не был, но традицию уважать это место, как место гибели Бориса подхватили (после ликвидации Межигорского монастыря) представители переяславского духовенства — очевидно связь между гибелью Бориса и Борисполем в общественном мнении была к тому времени уже утрачена. В 1839 году там была построена церковь Бориса и Глеба.
В XIX веке при построении в Борисполе церкви Бориса и Глеба были найдены остатки фундаментов из дикого камня. В 1925 на территории этой церкви были проведены раскопки под руководством Валерии Козловской, во время которых были найдены материалы древнерусских времён — обломки красного шифера, шиферные пряслица, керамика и остатки фундамента сооружения из красного песчаника, сопровождавшиеся следами пожара. Более тщательные раскопки на месте уже разобранной к тому времени Борисоглебской церкви велись в 1950 году под руководством Михаила Каргера, который нашёл большое количество остатков строительных материалов — бутовую кладку из песчаника, кирпич двух типов, бруски из песчаника, обломки шиферных плит и керамических напольных плиток, фрагменты штукатурки с остатками фресковой росписи, остатки свинцовой крыши, а также обломки бронзового колокола. Следы фундаментных рвов были найдены на незначительном промежутке, исследователь констатировал невозможность определения плана постройки. К югу от остатков церкви был раскопан глубокий ров — по мнению Каргера он ограждал укреплённый двор Мономаха.

## Архитектура
По мнению Каргера, Летская божница представляла собой образец частного, вотчинного строительства из того же ряда, что и Остёрская божница святого Михаила. Хотя часть исследователей датирует эту церковь серединой XII века, Каргер был склонен относить её к деятельности Мономаха. Летская божница, вероятно, походила на Остёрскую, последняя же частично сохранилась до нашего времени и ее план может быть воспроизведён. Она представляла собой одноапсидный двухстолбный храм. Появление таких небольших церквей было новинкой в русской архитектуре начала XII века  . Летская божница была последней известной нам древнерусской постройкой, возведённой в технике смешанной кладки (с применением камней) и с «утопленными рядами» — с 1130-х годов применялась техника равнослойной кладки из сплошной плинфы.
Алексей Комеч относил Летскую божницу к сооружениям переяславской архитектурной школы конца XI века — середины XII веков. По мнению исследователя, деятельность этой школы является одной из самых ярких страниц истории древнерусской архитектуры. Источником всех малых церквей переяславской школы была, скорее всего, Успенская церковь Мономаха в Переяславле, которая, в свою очередь, копировала Ильинскую церковь в Чернигове. Всего известно 11 зданий этой школы. Помимо церквей она включает такие сооружения как ворота, крепость и каменная баня.